# Трейсі Вікгем
Трейсі Вікгем (англ. Tracey Wickham, 24 листопада 1962) — австралійська плавчиня.
Учасниця Олімпійських Ігор 1976 року.
Чемпіонка світу з водних видів спорту 1978 року.
Переможниця Ігор Співдружності 1978, 1982 років.